# لا ريوخا (مدينة)
لا ريوخا (بالإسبانية: La Rioja, Argentina)‏ هي منطقة سكنية تقع في الأرجنتين في Capital Department. يقدر عدد سكانها بـ 180,995 نسمة وترتفع عن سطح البحر 515 متر.

## المناخ
يظهر الجدول التالي التغييرات المناخية على مدار السنة للا ريوخا:
| البيانات المناخية لـلا ريوخا | البيانات المناخية لـلا ريوخا | البيانات المناخية لـلا ريوخا | البيانات المناخية لـلا ريوخا | البيانات المناخية لـلا ريوخا | البيانات المناخية لـلا ريوخا | البيانات المناخية لـلا ريوخا | البيانات المناخية لـلا ريوخا | البيانات المناخية لـلا ريوخا | البيانات المناخية لـلا ريوخا | البيانات المناخية لـلا ريوخا | البيانات المناخية لـلا ريوخا | البيانات المناخية لـلا ريوخا | البيانات المناخية لـلا ريوخا |
| الشهر | يناير                        | فبراير                       | مارس                         | أبريل                        | مايو                         | يونيو                        | يوليو                        | أغسطس                        | سبتمبر                       | أكتوبر                       | نوفمبر                       | ديسمبر                       | المعدل السنوي                |
| --- | ---------------------------- | ---------------------------- | ---------------------------- | ---------------------------- | ---------------------------- | ---------------------------- | ---------------------------- | ---------------------------- | ---------------------------- | ---------------------------- | ---------------------------- | ---------------------------- | ---------------------------- |
| الدرجة القصوى °م (°ف) | 45.5 (113.9)                 | 43.6 (110.5)                 | 42.0 (107.6)                 | 40.0 (104.0)                 | 37.3 (99.1)                  | 29.9 (85.8)                  | 37.3 (99.1)                  | 41.4 (106.5)                 | 42.6 (108.7)                 | 45.2 (113.4)                 | 44.6 (112.3)                 | 46.4 (115.5)                 | 46.4 (115.5)                 |
| متوسط درجة الحرارة الكبرى °م (°ف)                                                                                                   | 34.7 (94.5)                  | 33.0 (91.4)                  | 30.7 (87.3)                  | 26.7 (80.1)                  | 22.6 (72.7)                  | 19.4 (66.9)                  | 19.5 (67.1)                  | 23.0 (73.4)                  | 26.2 (79.2)                  | 30.9 (87.6)                  | 33.5 (92.3)                  | 35.1 (95.2)                  | 27.9 (82.2)                  |
| المتوسط اليومي °م (°ف) | 27.2 (81.0)                  | 25.8 (78.4)                  | 23.9 (75.0)                  | 19.7 (67.5)                  | 15.1 (59.2)                  | 11.4 (52.5)                  | 10.8 (51.4)                  | 14.2 (57.6)                  | 17.9 (64.2)                  | 22.9 (73.2)                  | 25.5 (77.9)                  | 27.4 (81.3)                  | 20.2 (68.4)                  |
| متوسط درجة الحرارة الصغرى °م (°ف)                                                                                                   | 21.1 (70.0)                  | 19.9 (67.8)                  | 18.7 (65.7)                  | 14.5 (58.1)                  | 9.7 (49.5)                   | 5.6 (42.1)                   | 4.4 (39.9)                   | 7.2 (45.0)                   | 10.9 (51.6)                  | 16.0 (60.8)                  | 18.7 (65.7)                  | 20.9 (69.6)                  | 14.0 (57.2)                  |
| أدنى درجة حرارة °م (°ف) | 8.4 (47.1)                   | 9.5 (49.1)                   | 5.2 (41.4)                   | 1.0 (33.8)                   | −3.0 (26.6)                  | −5.6 (21.9)                  | −6.9 (19.6)                  | −7.2 (19.0)                  | −2.5 (27.5)                  | 3.5 (38.3)                   | 5.3 (41.5)                   | 7.7 (45.9)                   | −7.2 (19.0)                  |
| الهطول مم (إنش) | 96.3 (3.79)                  | 73.6 (2.90)                  | 65.0 (2.56)                  | 29.3 (1.15)                  | 9.0 (0.35)                   | 2.9 (0.11)                   | 3.8 (0.15)                   | 4.2 (0.17)                   | 9.4 (0.37)                   | 17.6 (0.69)                  | 35.9 (1.41)                  | 65.0 (2.56)                  | 412.0 (16.22)                |
| متوسط أيام هطول الأمطار (≥ 0.1 mm)                                                                                                  | 8.5                          | 7.4                          | 6.0                          | 3.9                          | 2.1                          | 0.9                          | 1.0                          | 0.6                          | 1.6                          | 2.3                          | 4.1                          | 6.4                          | 44.8                         |
| متوسط الرطوبة النسبية (%) | 61.8                         | 64.6                         | 68.6                         | 69.7                         | 69.7                         | 69.4                         | 62.9                         | 52.9                         | 48.9                         | 48.8                         | 51.9                         | 55.9                         | 60.4                         |
| ساعات سطوع الشمس الشهرية | 266.6                        | 237.3                        | 217.0                        | 204.0                        | 204.6                        | 189.0                        | 210.8                        | 251.1                        | 228.0                        | 257.3                        | 267.0                        | 269.7                        | 2٬802٫4                      |
| نسبة وصول أشعة الشمس | 62                           | 64                           | 57                           | 60                           | 62                           | 60                           | 65                           | 73                           | 64                           | 65                           | 66                           | 62                           | 63                           |
| المصدر #1: Servicio Meteorológico Nacional                                                                                          |                              |                              |                              |                              |                              |                              |                              |                              |                              |                              |                              |                              |                              |
| المصدر #2: Meteo Climat (record highs and lows), Oficina de Riesgo Agropecuario (record highs and July record low), UNLP (sun only) |                              |                              |                              |                              |                              |                              |                              |                              |                              |                              |                              |                              |                              |

## توأمة
للا ريوخا (مدينة) اتفاقيات توأمة مع كل من:
- بيرغامو
- كوبيابو

## أعلام
- لوكاس سيبالوس
- إيزابيل بيرون
- فرانكو زوكوليني
- فرانكو فلوريس
- توماس بريزويلا